# David Sholtz

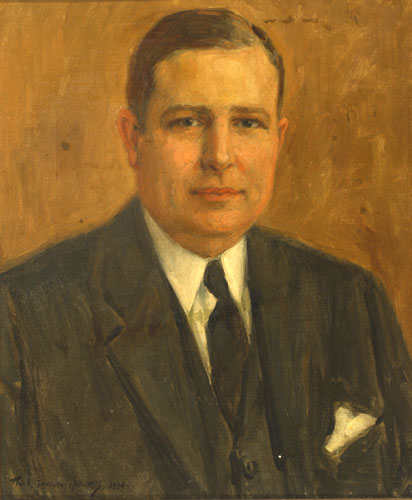
David Sholtz

David Sholtz (* 6. Oktober 1891 in Brooklyn, New York; † 21. März 1953 in Key West, Florida) war ein US-amerikanischer Politiker und von 1933 bis 1937 der 26. Gouverneur von Florida.

## Frühe Jahre und politischer Aufstieg
David Sholtz besuchte die Yale University und studierte anschließend an der Stetson University Jura. Nach seinem erfolgreichen Abschluss im Jahr 1915  eröffnete er in Daytona Beach in Florida eine Anwaltskanzlei. Während des Ersten Weltkriegs war er Marinesoldat in der United States Navy. Im  Jahr 1917 wurde er in das Repräsentantenhaus von Florida gewählt. Zwischen 1919 und 1921 war er als Staatsanwalt tätig. 1921 wurde er Richter. Im Jahr 1932 konnte er sich innerhalb seiner Demokratischen Partei in der Frage der Nominierung des Spitzenkandidaten für die Gouverneurswahl durchsetzen. Anschließend wurde er von den Wählern in Florida in dieses Amt gewählt.

## Gouverneur von Florida
Seine Amtszeit als Gouverneur begann am 3. Januar 1933 auf dem Höhepunkt der Großen Depression, die infolge des New Yorker Börsenkrachs vom Oktober 1929 den Staat Florida (und die gesamte westliche Welt) erschütterte. Bei der Bekämpfung der Krise konnte er von den Erfolgen des neuen Präsidenten Franklin D. Roosevelt und dessen New-Deal-Politik profitieren. Arbeitsbeschaffungsmaßnahmen wurden in die Wege geleitet. Ein erstes Sozialversicherungswerk wurde vorbereitet, das vor allem Arbeitslosenversicherung und Rentenprogramme enthielt. Er befürwortete auch eine Reform der Verwaltung. In seiner Amtszeit wurden an öffentlichen Schulen generell freie Schulbücher zur Verfügung gestellt. Die Gehälter der Lehrer wurden angehoben und das Bildungswesen verbessert.

## Weitere Karriere
Da die Verfassung von Florida keine direkte Wiederwahl erlaubte, musste er nach Ablauf seiner Amtszeit am 5. Januar 1937 aus dem Amt scheiden. Zu diesem Zeitpunkt zeigte die New-Deal-Politik des Präsidenten auch in Florida erste Wirkung. Langsam erholte sich der Staat von der schweren Krise. Sholtz bemühte sich 1938 erfolglos um einen Sitz im US-Senat. Danach verbrachte er die meiste Zeit in New York, behielt aber seinen Hauptwohnsitz in Florida. Er starb 1953 während eines Besuchs in Key West. David Sholtz war mit Alice May Agee verheiratet. Das Paar hatte drei Kinder.